# 정서주
정서주(2008년 7월 9일 ~ )는 대한민국의 트로트 가수이다.

## 학력
- 호암초등학교 (졸업)
- 동아중학교 (졸업)
- 한림연예예술고등학교 실용음악과 (재학중)

## 방송
- 2022년 LG헬로비전 《장윤정의 도장깨기》
- 2023년 KBS1 《아침마당》
- 2023년 TV조선 《미스트롯3》- 우승
- 2024년 TV조선 《아빠하고 나하고》
- 2024년 TV조선 《미스쓰리랑》
- 2024년 TV조선 《미스터로또》- 미스트롯3 TOP7 게스트
- 2024년 KBS2  《불후의 명곡》
- 2025년 TV조선 《트롯 올스타전 수요일 밤에》
- 2025년 TV조선 《왔수다 만물트럭》

## 음반
- 꽃들에게
- 바람 바람아
- 기다리는 건 아무것도 아니에요
- 손 편지 한장

## 공연
- 서울: 2024년 5월 3일(금) ~ 5일(일), 올림픽공원 올림픽홀
- 부산: 2024년 5월 11일(토) ~ 12일(일), 벡스코 오디토리움
- 대전: 2024년 5월 18일(토), 충남대 정심화홀
- 울산: 2024년 5월 25일(토) ~ 26일(일), KBS울산홀
- 대구: 2024년 6월 8일(토) ~ 9일(일), 엑스코 5층 컨벤션홀
- 성남: 2024년 6월 15일(토) ~ 16일(일), 성남아트센터
- 인천: 2024년 6월 22일(토) ~ 23일(일), 송도컨벤시아
- 창원: 2024년 7월 6일(토) ~ 7일(일), KBS창원홀
- 광주: 2024년 7월 13일(토) ~ 14일(일), 광주컨벤션센터 다목적홀
- 춘천: 2024년 7월 27일(토), 강원대학교 백령아트센터
- 천안: 2024년 8월 19일(토), 천안예술의전당 대공연장
- 진주: 2024년 9월 28일(토), 경남문화예술회관 대공연장
- 2025년 7월 12일: 2025 정서주 팬미팅 <Happy Seo-Joo Day>

## 수상 경력
- TV조선 미스트롯3 1등